# Les Victimes
Pour le film de Patrick Grandperret, voir Les Victimes (film).
Les Victimes est un roman policier français de Boileau-Narcejac paru en 1964.

## Résumé
Pierre, un écrivain travaillant dans une maison d'édition, tombe éperduemment amoureux et devient l'amant de Claire, surnommée Manou, qu'il sait pourtant être l'épouse de René Jallu, un constructeur de barrages qui séjourne fréquemment à l'étranger. Temporaire comme secrétaire et interprète de Jallu, Pierre l'accompagne sur un imposant chantier en Afghanistan où Manou doit venir les rejoindre. Or, la Claire qui arrive de France et que Jallu traite comme sa femme en est une autre. Pierre, subjugué, n'ose rien dire. Or, cette Claire s'intéresse à lui et lui déclare son amour. Elle lui enjoint bientôt d'organiser un faux accident de la route où elle serait tuée. Le subterfuge lui permettrait de regagner Londres sous une autre identité où il pourrait ensuite la rejoindre. Le plan est mis à exécution et tout se passe comme prévu, sauf que Pierre rentre à Paris : il est toujours amoureux de Manou et se met en vain à sa recherche.
Peu après, Jallu se suicide. Ses remords lui étaient devenus intolérables. Lors d'une scène de ménage, avant le départ pour l'Afghanistan, il a tué sa femme. Sa sœur, pour le sauver, s'est substituée à l'épouse et le faux accident de voiture était le moyen de faire disparaître légalement la vraie Mme Jallu. 

## Adaptation
- 1996 : Les Victimes, film français réalisé par Patrick Grandperret, d'après le roman éponyme, avec Jacques Dutronc, Vincent Lindon et Florence Thomassin.

## Source
- Jean Tulard, Dictionnaire du roman policier : 1841-2005. Auteurs, personnages, œuvres, thèmes, collections, éditeurs, Paris, Fayard, 2005, 768 p. (ISBN 978-2-915793-51-2, OCLC 62533410), p. 735.